# Croton odontadenius
Espèce
Croton odontadenius est une espèce de plantes à fleurs du genre Croton et de la famille des Euphorbiaceae, présente au Brésil (Minas Gerais).
Il a pour synonyme :
- Croton sclerocalyx var. lanceolatus, Müll.Arg.
- Oxydectes odontadenia, (Müll.Arg.) Kuntze